# Hycklinge församling
Hycklinge församling är en församling i Linköpings stift inom Svenska kyrkan. Församlingen ingår i Kinda pastorat och ligger i Kinda kommun i Östergötlands län.
Församlingskyrka är Hycklinge kyrka.

## Administrativ historik
Församlingen har medeltida ursprung.
Församlingen var till 2009 annexförsamling i pastoratet Horn och Hycklinge. Församlingen ingår sedan 2009 i Kinda pastorat.

## Komministrar
| Ämbetstid | Namn                        | Levnadstid | Övrigt                                      |
| --------- | --------------------------- | ---------- | ------------------------------------------- |
| 1634-1643 | Laurentius Petri            |            | Senare kyrkoherde i Marbäcks församling.    |
| 1643-1656 | Esbernus Cornejus           | 1607–1681  | Senare kyrkoherde i Horns församling.       |
| 1657-1675 | Birgerus Jonae Jerelius     | -1675      |                                             |
| 1676-1683 | Johannes Lithmang           | 1645–1714  | Senare kyrkoherde i Horns församling.       |
| 1683-1692 | Benedictus Petri Aschanius  | 1648-1692  |                                             |
| 1694-1697 | Magnus Nicolai Wrethelius   |            | Senare kyrkoherde i Mörlunda församling.    |
| 1697-1710 | Olaus Litzing               | 1668–1732  | Senare kyrkoherde i Hults församling.       |
| 1710-1720 | Samuel Wigius               | 1678–1741  | Senare kyrkoherde i Veta församling.        |
| 1720-1738 | Anders Norling              | 1694-1738  |                                             |
| 1738-1766 | Knut Beckstrand             | 1704–1781  | Senare kyrkoherde i Torpa församling.       |
| 1766-1772 | Daniel Hedberg              | 1723-1772  |                                             |
| 1772-1788 | Samuel Wirelius             | 1730-1788  |                                             |
| 1790-1805 | Johan Magnus Hjelm          |            | Senare kyrkoherde i Björsäters församling.  |
| 1805-1824 | Samuel Peter Presser        | 1767-1824  |                                             |
| 1825-1859 | Stephan Stephansson         | 1788-1859  |                                             |
| 1861-1868 | Frans Wilhelm Carlson       |            | Senare kyrkoherde i Mörlunda församling.    |
| 1868-1874 | Axel Svensson               | 1840–1923  | Senare kyrkoherde i Motala församling.      |
| 1874-1877 | Isak Conrad Kinnander       |            | Senare komminister i Gammalkils församling. |
| 1878-1894 | Erik Oskar Frithiof Kernell |            | Senare kyrkoherde i Vinnerstads församling. |
| 1894-     | Karl Jakob Alin             | 1850-      |                                             |

## Klockare och organister
| Ämbetstid | Namn                  | Levnadstid | Kommentarer'                |
| --------- | --------------------- | ---------- | --------------------------- |
| 1726-1740 | Giöran                |            | Klockare                    |
| 1744-1764 | Swen                  |            | Klockare                    |
| 1770      | Eric Nilsson          |            | Klockare                    |
| 1774-1813 | Eric Åstrand          | 1741-      | Klockare                    |
| 1815-1825 | Nils Forssman         | 1781-1859  | Organist                    |
| 1851-1855 | August Forssman       | 1824-1855  | Organist och folkskollärare |
| 1857-1895 | Karl Melker Kindquist | 1827-1902  | Organist och skollärare     |